# Hannah Adams
Hannah Adams (ur. 2 października 1755 w Medfield, zm. 15 grudnia 1831) – amerykańska autorka książek historycznych i historyk religii.

## Życiorys
Urodziła się w Medfield (Massachusetts) jako córka Thomasa Adamsa juniora, handlarza angielskimi towarami i książkami oraz Elizabeth Clark. Była daleką kuzynką Prezydenta Johna Adamsa. Adams straciła matkę, gdy miała 11 lat; jej ojciec ożenił się ponownie i miał 4 dzieci z drugą żoną. Wykorzystując dziedzictwo dobrze prosperującej farmy dziadka jako kapitał, jej ojciec otworzył sklep. Kiedy była nastolatką, biznes zawiódł i wyczerpał zasoby rodziny do poziomu, z którego nigdy się nie podźwignęli. Chociaż jej ojciec nigdy nie był w stanie zapewnić swojej rodzinie stabilności finansowej, potrafił podzielić się z córką ogromnym pragnieniem wiedzy i zamiłowaniem do czytania. W młodości choroba uniemożliwiła jej podjęcie formalnej edukacji, ale kierowana osobistymi ambicjami stała się niezwykle oczytana i opanowała wyczerpujący zasób wiedzy.

## Dzieła
- A Summary History of New England, 1799
- The Truth and Excellence of the Christian Religion Exhibited, 1804
- The History of the Jews, 1812